# EComStation
eComStation 또는 eCS는 32비트 x86 아키텍처용 OS/2 워프 기반 운영 체제이다. 원래 IBM의 라이선스를 받아 세레니티 시스템스와 멘시스 BV가 개발했다. 여기에는 추가 응용 프로그램과 OS/2 워프에는 없었던 새로운 하드웨어에 대한 지원이 포함된다. 이는 OS/2 응용 프로그램이 최신 하드웨어에서 실행될 수 있도록 하기 위한 것이며 이러한 목적으로 많은 대규모 조직에서 사용된다. 2014년까지 약 3만~4만 개의 eComStation 라이선스가 판매되었다.
2012년 멘시스의 재정적 어려움으로 인해 eComStation이 중단되고 운영 체제를 계속 판매하고 지원하는 XEU.com(현재의 '페이글로벌 테크놀로지스 BV')이라는 자매 회사로 소유권이 이전되었다. 2011년 이후 새 릴리스가 없다는 점이 ArcaOS OS/2 배포판을 만들게 된 동기 중 하나였다.